# Le Florentin (opéra)
Pour les articles homonymes, voir Florentin.
Personnages
- Andrea Galeotti, peintre florentin, baryton de grand Opéra,
- le duc Laurent de Médicis, basse chantante,
- Angelo Palma, élève de Galeotti, 1er ténor,
- Polpetto, modèle de Galeotti, 2d ténor,
- Pietrino, élève de Galeotti, ténor,
- Paola, pupille de Galeotti, première chanteuse,
- Carita, marchande de fleurs et de fruits, chanteuse légère.

Le Florentin est un opéra-comique français en trois actes de Charles Lenepveu, sur un livret de Henri de Saint-Georges, créé en 1874.

## Distribution de la création
Créé le 25 février 1874 à l’Opéra-Comique à Paris. La distribution était composée de :
- Andrea Galeotti, Ismaël,
- le duc Laurent de Médicis, Neveu,
- Angelo Palma, élève de Galeotti, Lhérie,
- Polpetto, modèle de Galeotti, Potel,
- Pietrino, élève de Galeotti, Laurent,
- Paola, pupille de Galeotti, Priola,
- Carita, marchande de fleurs et de fruits, Ducasse.

### Sources
- Le Florentin, [lire en ligne (page consultée le 3 février 2013)], lire en ligne sur Gallica, .

### Partition
- « Le Florentin » (partition libre de droits), sur l'IMSLP.